# فيرجال مكوسكر
فيرجال مكوسكر (بالإنجليزية: Fergal McCusker)‏ هو لاعب كرة قدم ولاعب كرة القدم الغالية بريطاني، ولد في 16 مارس 1970 في مقاطعة لندنديري في المملكة المتحدة. لعب مع Ballyclare Comrades F.C. ‏.